# Bressanone Challenger 2001
Il Bressanone Challenger 2001 è stato un torneo di tennis facente parte della categoria ATP Challenger Series nell'ambito dell'ATP Challenger Series 2001. Il torneo si è giocato a Bressanone in Italia dal 13 al 19 agosto 2001 su campi in terra rossa.

## Vincitori

### Singolare
Renzo Furlan ha battuto in finale  Alessio Di Mauro con il punteggio di 6–3, 6–1

### Doppio
Massimo Bertolini /  Cristian Brandi hanno battuto in finale  Stephen Huss /  Lee Pearson con il punteggio di 7–5, 6–3